# ヨーゼフ・ラスカ
ヨーゼフ・ラスカ（独: Joseph Laska、1886年2月13日 - 1964年11月14日）は、オーストリア出身の指揮者、作曲家である。

## 生涯
ロシアを経由して来日し、1923年から1935年まで関西に在住した。宝塚交響楽団草創期に同団の指揮者として活動し、アントン・ブルックナーの日本初演を行うなど、日本での西洋音楽の普及に尽力した。教え子に貴志康一と市場幸介がいる。
2014年11月にはラスカの没後50年を記念したメモリアル・コンサートが京都にて開催された。